# Paulo Sérgio Moreira Gonçalves
Paulo Sérgio Moreira Gonçalves, é um futebolista português que nasceu a 24 de janeiro de 1984 em Lisboa, mede 1,68 cm e pesa 64 kg, joga na posição de extremo direito.
Durante as camadas jovens representou sempre o Sporting CP, em 2002/2003 foi promovido a equipa B leonina, onde ficou até Dezembro de 2003, pois ai foi emprestado a Académica de Coimbra, que jogava na 1ªLiga, onde realizou 16 jogos e apontou 3 golos.
Nas duas temporadas seguintes, voltou a ser emprestado, desta feita ao Belenenses. Na primeira época com o emblema da Cruz de Cristo ao peito realizou 19 jogos e marcou 2 golos, em 2005/2006, foi mais utilizado, alinhou em 26 partidas, mas não marcou qualquer golo.
Em 2006/2007, mais um empréstimo, desta vez ao E. Amadora, onde ficou até Dezembro. Em 7 jogos, apontou 1 golo.
Em Janeiro de 2007, foi emprestado ao D. Aves, também da 1ªLiga, onde alinhou em 14 jogos e apontou 3 golos.
Em 2007/2008, voltou a ser emprestado, desta feita ao Portimonense da 2ªLiga, fazendo assim a sua estreia no segundo escalão do futebol português. Em 26 jogos, rubricou 2 golos.
No verão de 2008 chegou a acordo com a UD Salamanca de Espanha.
Em 2009–10 e 2010-11 jogou no Olhanense, em 2011–2012 no Vitória de Guimarães, em 2012–2013	no AEL Limassol do Chipre, em 2013–2014 no Arouca, em 2014 de novo no Olhanense, em 2015–2016	no Brunei DPMM FC do Brunei, em 2017–2018 no Bhayangkara da Indonésia, e em 2019–2020 no Bali United, também da Indonésia.